# 17 км (зупинний пункт, Краснолиманська дирекція Донецької залізниці, Слов'янськ)
17 км — пасажирська зупинна залізнична платформа Лиманської дирекції Донецької залізниці. Розташована на в'їзді до Слов'янська (перед автошляхом E40) між селами Карпівка та Селезнівка Краматорського району, Донецька область. Платформа розташована на лінії Лиман — Слов'янськ між станціями Придонецька (3 км) та Слов'янський Курорт (1 км).
На платформі зупиняються приміські електропоїзди.